# Hankar metróállomás
A Hankar metróállomás brüsszeli 5-ös metró (Érasme - Herrmann-Debroux) állomása Auderghem kerületben. 

## Elhelyezkedése, leírása
A metróállomás a felszínen helyezkedik el, az utcaszinthez képest mélyebben, de az alatta lévő szűk völgyben még vasút is halad, a 26-os számú belga vasútvonal. A metróállomás teljesen fedett. Mindkét irányban a felszínen haladnak tovább a szerelvények a vasútvonallal párhuzamosan. Az állomás falfelületeit Roger Somville „A mi időnk” című hatalmas, 600 m²-es falfestménye díszíti, amit a graffitik inspiráltak.

## Története
Az állomást 1976. szeptember 20-án nyitották meg. Nevét a közeli térről kapta, amit Robert Hankar báróról neveztek el.

## Átszállási lehetőségek

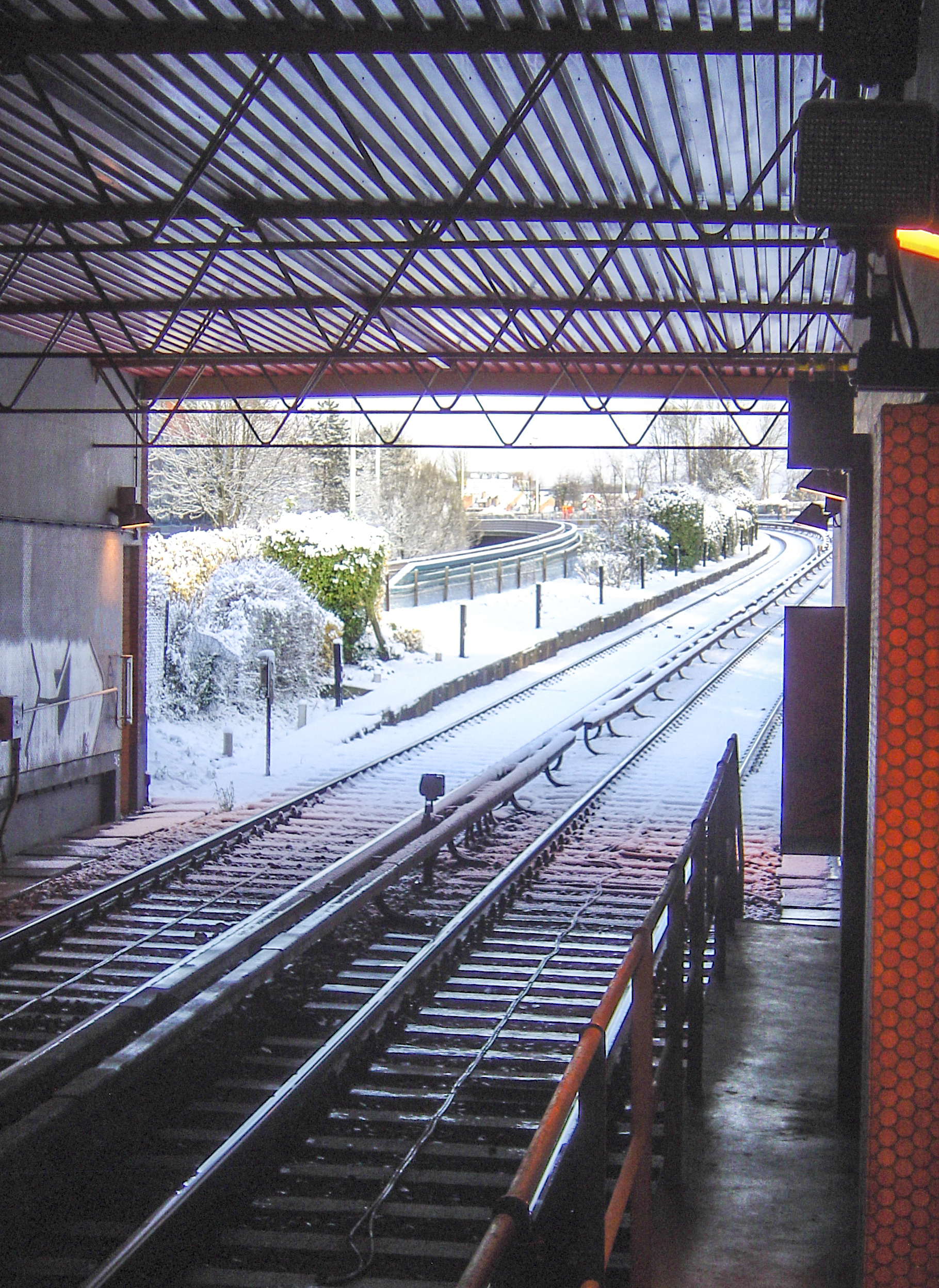
A metróállomás kijárata a felszín felé télen

| 5 (Érasme – Herrmann-Debroux) |                        |                                                   |
| Állomás                       | Átszállási lehetőségek | Fontosabb létesítmények                           |
| Hankar                        | 34 N09                 | Église Saint-Julien, Quartier de la Chasse Royale |

## Fordítás
- Ez a szócikk részben vagy egészben a Hankar (métro de Bruxelles) című francia Wikipédia-szócikk ezen változatának fordításán alapul.  Az eredeti cikk szerkesztőit annak laptörténete sorolja fel. Ez a jelzés csupán a megfogalmazás eredetét és a szerzői jogokat jelzi, nem szolgál a cikkben szereplő információk forrásmegjelöléseként.
- Ez a szócikk részben vagy egészben a Hankar (metrostation) című holland Wikipédia-szócikk ezen változatának fordításán alapul.  Az eredeti cikk szerkesztőit annak laptörténete sorolja fel. Ez a jelzés csupán a megfogalmazás eredetét és a szerzői jogokat jelzi, nem szolgál a cikkben szereplő információk forrásmegjelöléseként.